# Бетелу
Бетелу (баск. Betelu, ісп. Betelu) — муніципалітет в Іспанії, у складі автономної спільноти Наварра. Населення — 347 осіб (2009).
Муніципалітет розташований на відстані близько 320 км на північний схід від Мадрида, 35 км на північний захід від Памплони.

## Демографія
Динаміка населення (INE ):

## Галерея зображень

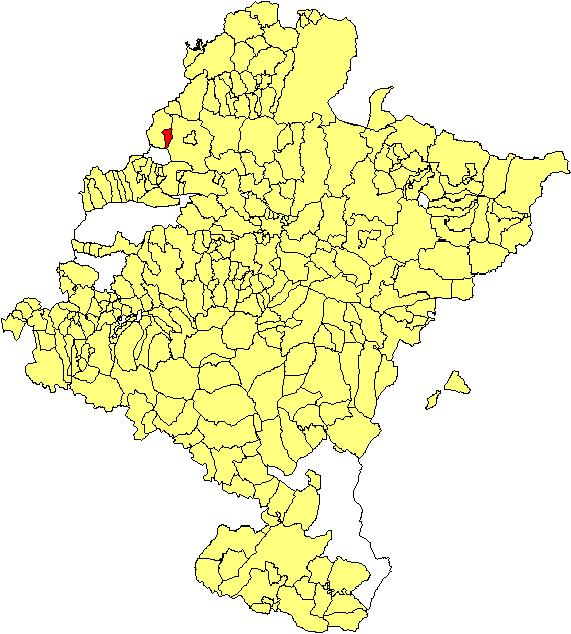
Розташування муніципалітету
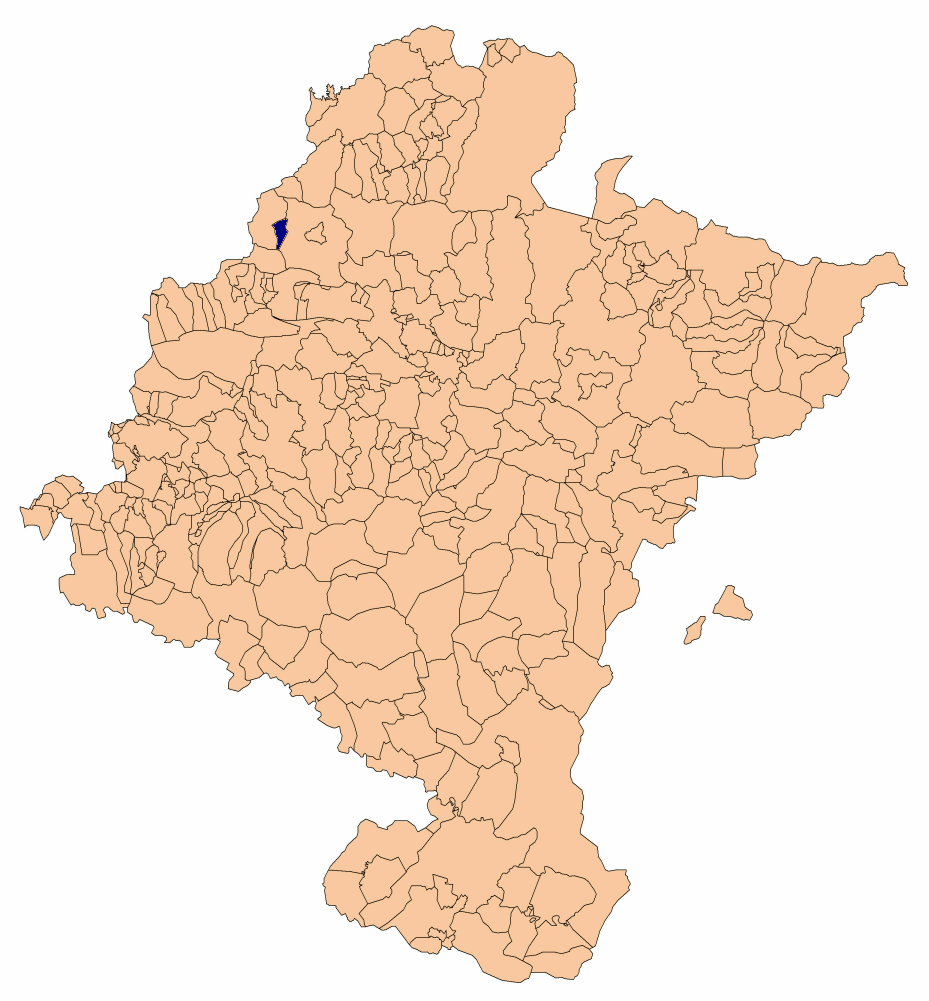
Бетелу